# مطر حمص (فلم)
مطر حمص Rain Homs (فيلم) - فيلم سوري للمخرج جود سعيد، من إنتاج المؤسسة العامة للسينما بدمشق.

## قصة الفيلم وأحداثه
تدور أحداث فيلم "مطر حمص" داخل المدينة القديمة، وتناول قصته عدد من السوريين الذين تمت محاصرتهم من قبل المجموعات الإرهابية المسلحة في حمص القديمة ، وهو يروي قصة خيالية تستند لواقع الحرب لمجموعة من الشخصيات تعيش أزمة حمص القديمة، حيث يحاول يوسف ويارا النجاة وخلق الحياة وسط الموت والدمار برفقة طفلين وعدد من الأشخاص حيث عاشا في حصار لمدة 107 يوم حاولوا فيها الهروب من الموت والحفاظ علي حياتهم 

## حول الفيلم
استغرق تصوير الفيلم حوالي 100يوم، وتم تصويره في حمص في مناطق ملتهبة حيث طلق الرصاص والعبوات الناسفة، وهو وفقاً لما يذكره مخرج الفيلم يعكس أحداثاً واقعية مستوحاة من الحقيقة ومنها مقتل الأب فرانس الذي قتل في حصار حمص من قبل جبهة النصرة، وأن الفيلم يتناول فترة حصار حمص من فبراير حتى مايو 2014م، والفيلم تم عرضه بمهرجان القاهرة السينمائي، وشهد الفيلم اقبالاً كبيراً من قبل الجمهور الذي اصطف وقتها أمام مدخل مسرح الهناجر حيث يعرض القيلم. والفيلم تم عرضه في العديد من المهرجانات وحصد العديد من الجوائز، كما أنه تعرض للكثير من النقد والتحليل والمقارنة بأفلام أخري>

## طاقم العمل
| م  | الاسم         | طبيعة العمل  | ملاحظات                                                                            |
| -- | ------------- | ------------ | ---------------------------------------------------------------------------------- |
| 1  | محمد الأحمد   | ممثل         | ممثل سوري، مواليد فبراير1979م، أبرز أعماله: الهروب، باب المراد، المصابيح الزرق     |
| 2  | لمي الحكيم    | ممثلة        | ممثلة سورية لها العديد من الأفلام والمسلسلات، ابرز أعمالها: الزلزال، مرسوم عائلي   |
| 3  | روجينا رحمون  | ممثلة        | ممثلة سورية أبرز أعمالها بجانب مطر حمص، مسلسل ترجمان الأشواق 2019م                 |
| 4  | وسيم قزق      | ممثل         | ممثل سوري مواليد أكتوبر 1985م ، من عائلة فتية ، شارك بعدة اعمال مسرحية.            |
| 5  | علي سكر       | ممثل         | ممثل سوري مواليد أبريل 1979م ، من أعماله مسلسل"الفوارس" مسلسل" بيت جدي".           |
| 6  | حسين عباس     | ممثل         | ممثل ومخرج مسرحي سوري ، له العديد من الأعمال منها: مسلسل "قرن الماعز" 2006م        |
| 7  | رشا بلال      | ممثلة        | ممثلة سورية بدات حياتها الفنية في السادسة عندما انضمت للنادي الموسيقي في اللاذقية. |
| 8  | كريم الشعراني | ممثل         | ممثل سوري مواليد نوفمبر 1986م ، زوج الفنانة لوريس قزق، من اعماله: مسلسل "الامام"   |
| 9  | يامن سليمان   | ممثل         | ممثل سوري شارك بسبعة اعمال فنية مع المؤسسة العامة للسينما.                         |
| 10 | محسن عباس     | ممثل         | ممثل سوري ولد 1958م وتوفي عام 2020م ، عمل بالإخراج المسرحي.                        |
| 11 | نسرين فندي    | ممثلة        | ممثلة سورية ابرز أعمالها مسلسل " التغريبة الفلسطينية"                              |
| 12 | مصطفى المصطفى | ممثل         | ممثل سوري مواليد يوليو 1987م، أبرز اعماله الفنية مسلسل "عناية مشددة"               |
| 13 | جود سعيد      | مخرج ومؤلف   | مخرج ومؤلف سوري مواليد نوفمبر 1980م ، حاصل علي ماجستير في الإخراج السينمائي        |
| 14 | وائل عزالدين  | مدير التصوير | مصور سوري مواليد 1974م في السويداء.                                                |

## وصلات خارجية
- مقالات تستعمل روابط فنية بلا صلة مع ويكي بيانات